# Vincenzo Picardi
Vincenzo Picardi (* 20. Oktober 1983 in Casoria bei Neapel) ist ein italienischer Boxer. Er gewann eine Bronzemedaille im Fliegengewicht bei den Olympischen Spielen 2008 in Peking und erreichte in dieser Gewichtsklasse einen neunten Platz bei den Olympischen Spielen 2012 in London.

## Boxkarriere
Picardi wurde in den Jahren 2003, 2004, 2006 und 2007 jeweils Italienischer Meister im Fliegengewicht und boxte dabei ab 2005 bei der Polizeisportgruppe Fiamme Oro, wo er von Giulio Coletta und Michele Caldarella trainiert wurde. Bei der Europameisterschaft 2004 in Pula unterlag er gegen Nikoloz Izoria, bei der Weltmeisterschaft 2005 in Mianyang gegen Samir Məmmədov und bei der Europameisterschaft 2006 in Plowdiw ebenfalls gegen Samir Məmmədov.
2007 gewann er jeweils eine Bronzemedaille bei der EU-Meisterschaft in Dublin und der Weltmeisterschaft in Chicago, nachdem er im Halbfinale gegen Somjit Jongjohor unterlegen war. 2008 gewann er erneut Bronze bei der EU-Meisterschaft in Władysławowo und dem Weltcup in Moskau.
Bei den Olympischen Spielen 2008 kämpfte er sich gegen Cassius Chiyanika, Juan Payano und Walid Cherif in das Halbfinale vor, wo er gegen Somjit Jongjohor mit einer Bronzemedaille ausschied. Ebenfalls Bronze gewann er bei den Mittelmeerspielen 2009 in Pescara.
Bei der Weltmeisterschaft 2009 in Mailand verlor er im Viertelfinale gegen Njambajaryn Tögstsogt und bei der Europameisterschaft 2010 in Moskau im Halbfinale gegen Michail Alojan, wodurch er erneut Bronze gewann. Eine weitere Bronzemedaille gewann er bei der Europameisterschaft 2011 in Ankara nach einer Halbfinalniederlage gegen Georgi Balakschin, nachdem er zuvor Michael Conlan besiegt hatte. Bei der Weltmeisterschaft 2011 in Baku verlor er im Viertelfinale gegen Jasurbek Latipov.
Bei den Olympischen Spielen 2012 schied er gegen Njambajaryn Tögstsogt und bei der Europameisterschaft 2013 in Minsk gegen Owik Ogannisjan aus. Bei der Weltmeisterschaft 2013 in Almaty verlor er gegen Shahriyor Akhmedov, gewann jedoch 2013 die Silbermedaille bei den Mittelmeerspielen in Mersin.
Bei den Europaspielen 2015 in Baku erreichte er mit Siegen gegen Muhammad Ali, Ferhat Pehlivan und Viliam Tankó das Finale, wo er gegen Elvin Məmişzadə verlor. Gegen Muhammad Ali verlor er dann mit 1:2 im Achtelfinale bei der Weltmeisterschaft 2015 in Doha.
2016 schied er bei den Olympia-Qualifikationsturnieren in Samsun bzw. Baku jeweils im Viertelfinale gegen Narek Abgarjan und Antonio Vargas aus.
Darüber hinaus gewann er zwischen 2010 und 2018 insgesamt 11 von 17 Kämpfen in der World Series bzw. AIBA Pro Boxing.

## Profikarriere
Picardi gewann sein Profidebüt im Mai 2019 und wurde am 21. Dezember 2019, im Alter von 36 Jahren, mit einem Sieg gegen Pio Nettuno Italienischer Meister im Bantamgewicht. Nach sechs weiteren Siegen, darunter drei Titelverteidigungen, gewann er am 25. November 2022 mit einem Sieg gegen Cristian Zara den EU-Titel der EBU im Bantamgewicht, dem er nach zwei weiteren Siegen in einem Rückkampf am 9. Mai 2025 unterlag.